# Ctenopteris khasyana
Ctenopteris khasyana là một loài dương xỉ trong họ Polypodiaceae. Loài này được Hook. Holttum mô tả khoa học đầu tiên năm 1955.